# Suturoglypta buysi
Suturoglypta buysi là một loài ốc biển, là động vật thân mềm chân bụng sống ở biển trong họ Columbellidae.